# Tin Pan Alley

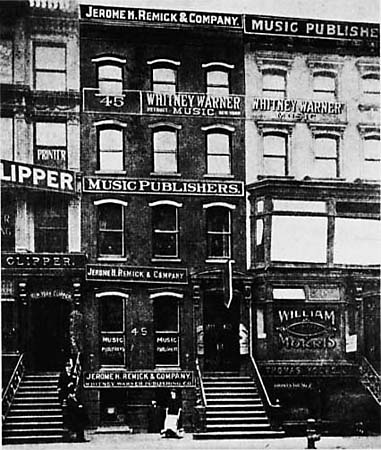
Фасады зданий на 28-й улице начала XX века

Tin Pan Alley (рус. «улица дребезжащих жестянок», «улица жестяных сковородок») — собирательное название американской коммерческой музыкальной индустрии конца XIX и начала XX веков.
Первоначально название относилось к 28-й улице на Манхэттене в Нью-Йорке, на которой в первые годы XX века были сосредоточены ведущие нотоиздательские фирмы, торговые и рекламные агентства, специализировавшиеся на лёгкой, развлекательной музыке. По сохранившимся свидетельствам, на улице стоял разноголосый музыкальный шум — звуки многочисленных фортепиано, на которых проигрывались новинки лёгкой музыки. В 1903 году американский журналист М. Розенфельд сравнил 28-ю улицу с громадной кухней, где что-то торопливо готовят, грохоча сковородками и кастрюлями. С тех пор это название употребляется как синоним коммерческой музыкальной «кухни».
На тротуаре 28-й улицы была установлена мемориальная доска, затем в 2019 году бывший квартал музыкальных фирм получил официальный статус исторического памятника, а в 2022 году Tin Pan Alley официально стало альтернативным названием одного из участков 28-й улицы.
В 1940 году американский режиссёр Уолтер Лэнг снял одноимённый музыкальный фильм с Элис Фей в главной роли. Также есть несколько песен с таким названием.